# セルヴィエール (ロワール県)
セルヴィエール （Cervières）は、フランス、オーヴェルニュ＝ローヌ＝アルプ地域圏、ロワール県のコミューン。

## 地理
歴史ある村であるセルヴィエールは、フォレ山地の中にある。
コミューンを県道24号線と同様にRD24.1号線が横断する。
A89がコミューンの北側、標高806mのセルヴィエール峠を通過する。オートルートをレ・サールのインターチェンジ31から利用すると、クレルモン＝フェラン、ロアンヌ、サンテティエンヌ、リヨンへ行くことができる。

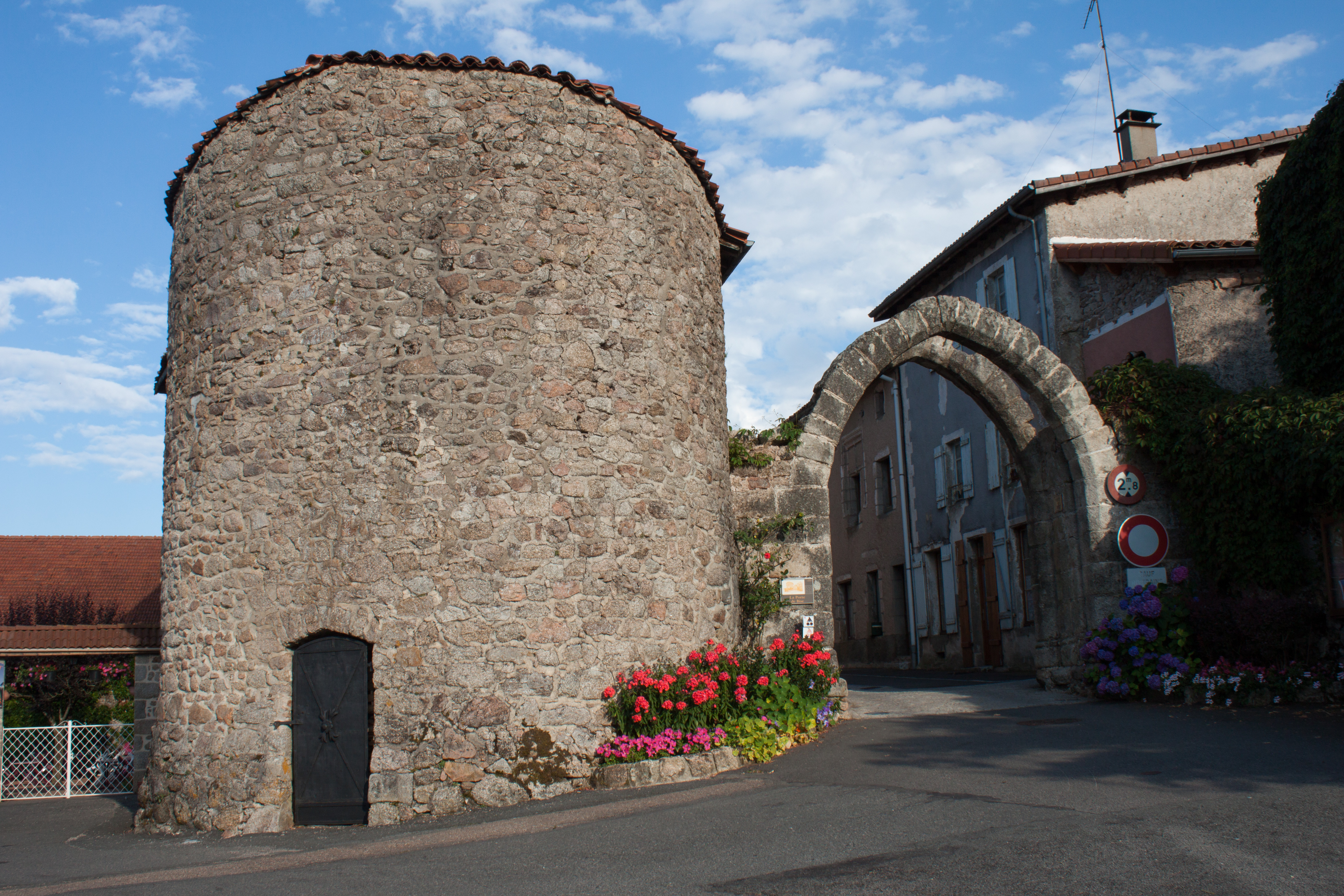
村の北西にあるビズ門
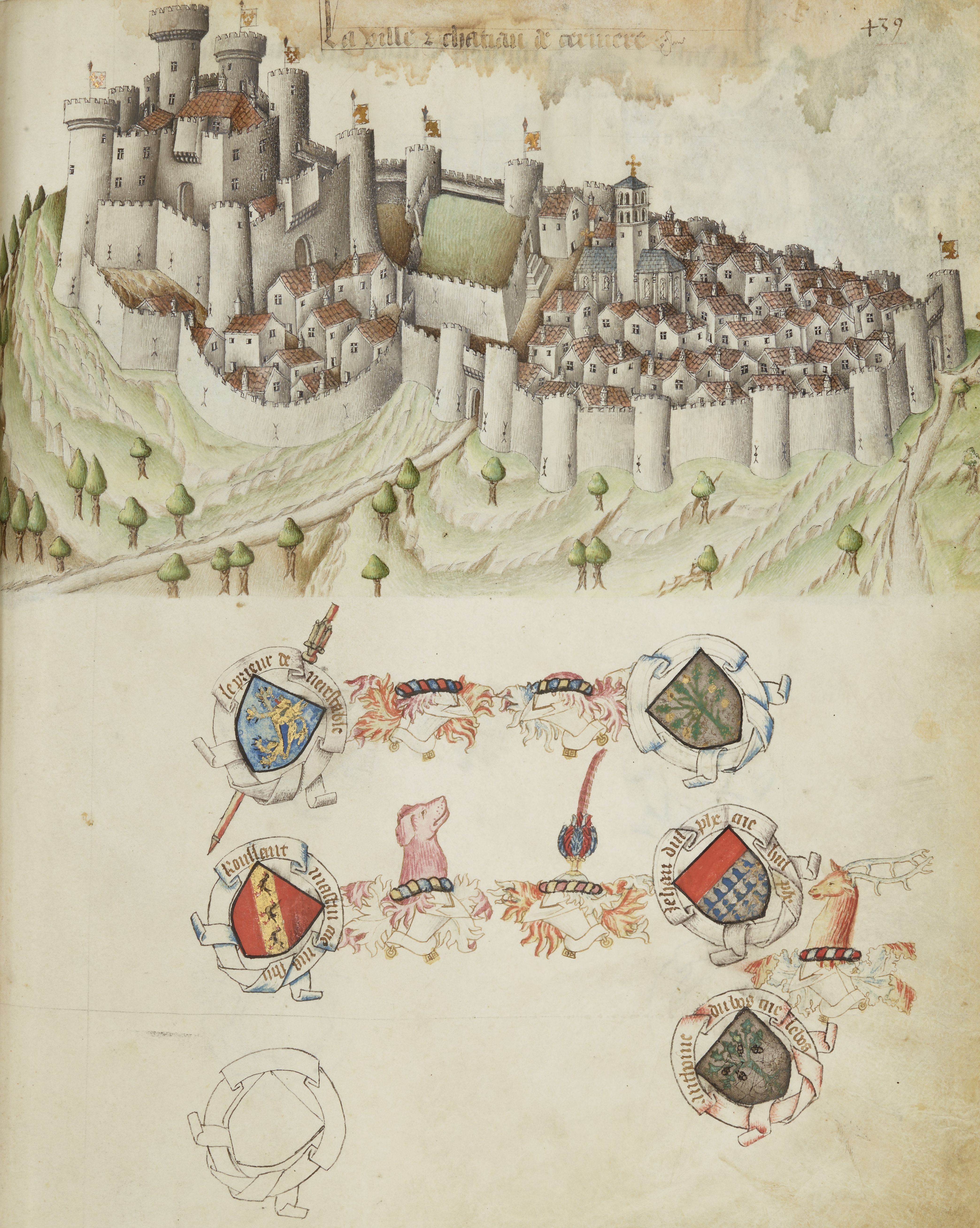
15世紀に描かれたセルヴィエールの町と城

## 由来
セルヴィエールとは、『シカの土地』を意味する。

## 人口統計
| 1962年 | 1968年 | 1975年 | 1982年 | 1990年 | 1999年 | 2004年 | 2014年 |
| ------ | ------ | ------ | ------ | ------ | ------ | ------ | ------ |
| 149    | 135    | 117    | 111    | 102    | 111    | 120    | 121    |

参照元:1962年から1999年までは複数コミューンに住所登録をする者の重複分を除いたもの。それ以降は当該コミューンの人口統計によるもの。1999年までEHESS/Cassini、2006年以降INSEE。